# Museo Casa Carlos Gardel
El museo Casa Carlos Gardel, en Buenos Aires, Argentina, es una casa museo ubicada en la casa donde habitó el cantante de tango, compositor y actor de cine Carlos Gardel.

## Historia
El museo fue la residencia de Carlos Gardel y de su madre. Se trata de una casa que compró Gardel en 1927. Se encuentra ubicado en la ciudad de Buenos Aires, en la zona del Abasto.
Después de la muerte de su madre, Marie Berthe Gardes, cuyo nombre castellanizado fue Berta Gardés, la casa de Jean Jaures habría sido rematada o vendida.  A comienzos de la década de 1970 y casi por una década se transformó en la tanguería "La Casa de Carlos Gardel", y fue administrada por un dirigente de fútbol, Virgilio Machado. Luego pasó por distintos propietarios y en 1996 el empresario argentino Eduardo Eurnekian la compró en nombre de Multimedios América con la intención de hacer un museo, pero al año siguiente un decreto presidencial declaró la casa Monumento Histórico Nacional y el empresario desistió del proyecto para evitar, según sus palabras, lidiar con "marañas burocráticas". A fines de 2000, ya desde Aeropuertos Argentina 2000, Eurnekian donó la propiedad a la ciudad de Buenos Aires y aportó fondos para su restauración.
Expone pertenencias y documentación de Gardel, entre otros objetos relacionados con la historia del tango y de Buenos Aires, durante la época en la que vivió el cantante.
El museo fue reformado por la Dirección General de Museos para su reconversión a patrimonio cultural de la obra de Gardel.
En 2015, durante la Noche de los Museos, se conmemoró también el 125.º aniversario del nacimiento de Gardel en el museo. En estos homenajes se expusieron muestras sobre los grandes maestros de la lírica del siglo xix y principios del xx, además de danzas y milongas
En el año 2016 la Dirección General de Museos de la Ciudad de Buenos Aires decidió modificar nuevamente el espacio para poder organizar y presentar un nuevo guion museográfico y museológico, recurriendo a algunos objetos originales y a copias de material fotográfico. De algunos documentos como la partida de nacimiento y el testamento ológrafo han sido cedidas copias autenticadas por la Municipalidad de Toulouse y el Museo Notarial del Colegio de Escribanos de la Ciudad de Buenos Aires. El visitante resulta atrapado por la eternamente joven voz del Morocho del Abasto, la que, presente en cada rincón del recorrido, acompaña los distintos momentos de una vida y una carrera que siguen despertando la admiración de quienes lo conocen como de los que acaban de descubrirlo.